# 関西棋院第一位決定戦
山陽新聞杯 関西棋院第一位決定戦（さんようしんぶんはい かんさいきいんだいいちいけっていせん）は、囲碁の棋戦で、関西棋院の棋士が出場する。1957年から開始。
山陽新聞社主催。同社はかつて「山陽新聞三番碁」を主催していた。

## 方式
- 第1期から第8期までは決勝一番勝負、第9期から第50期までは決勝三番勝負、第51期からは挑戦手合三番勝負で第一位を決する。
- 第48期までは賞金ランキング上位22人と山陽新聞社推薦10人（岡山・広島・香川出身者、若手・女流棋士など）の計32人によるトーナメント。第49期からは賞金ランキング上位17人、山陽新聞社推薦5人、予選通過者10人の計32人によるトーナメント。
- 予選には「山陽本因坊」（山陽新聞社主催）をはじめとする岡山県在住のアマ強豪も参加する。

## 歴代優勝者と決勝戦
（左が優勝者）
1. 1957年 佐藤直男 - 半田道玄
2. 1958年 半田道玄 - 橋本昌二
3. 1959年 宮本直毅 - 藤木人見
4. 1960年 半田道玄 - 鯛中新
5. 1961年 半田道玄 - 佐藤直男
6. 1962年 小山靖男 - 宮本直毅
7. 1963年 窪内秀知 - 赤木一夫
8. 1964年 佐藤直男 - 窪内秀知
9. 1965年 橋本昌二 2-0 白石裕 - 今期より決勝戦三番勝負
10. 1966年 橋本昌二 2-0 窪内秀知
11. 1967年 橋本昌二 2-1 関山利夫
12. 1968年 橋本宇太郎 2-0 鯛中新
13. 1969年 橋本宇太郎 2-0 半田道玄
14. 1970年 橋本昌二 2-0 佐藤直男
15. 1971年 橋本昌二 2-0 宮本直毅
16. 1972年 橋本昌二 2-0 東野弘昭
17. 1973年 橋本昌二 2-0 宮本義久
18. 1974年 橋本昌二 2-0 東野弘昭
19. 1975年 本田邦久 2-1 大山国夫
20. 1976年 本田邦久 2-1 橋本昌二
21. 1977年 関山利夫 2-0 石井新蔵
22. 1978年 橋本昌二 2-0 太田清道
23. 1979年 橋本昌二 2-0 橋本宇太郎
24. 1980年 橋本宇太郎 2-1 石井新蔵
25. 1981年 佐藤直男 2-1 関山利夫
26. 1982年 大山国夫 2-1 牛之浜撮雄
27. 1983年 苑田勇一 2-0 白石裕
28. 1984年 苑田勇一 2-0 牛之浜撮雄
29. 1985年 牛之浜撮雄 2-0 苑田勇一
30. 1986年 宮本義久 2-0 牛之浜撮雄
31. 1987年 東野弘昭 2-0 白石裕
32. 1988年 橋本昌二 2-1 苑田勇一
33. 1989年 東野弘昭 2-0 白石裕
34. 1990年 橋本昌二 2-1 宮本義久
35. 1991年 関山利夫 2-0 小山靖男
36. 1992年 清成哲也 2-1 倉橋正蔵
37. 1993年 白石裕 2-1 久保勝昭
38. 1994年 今村俊也 2-1 苑田勇一
39. 1995年 苑田勇一 2-0 宮本直毅
40. 1996年 結城聡 2-1 本田邦久
41. 1997年 本田邦久 2-0 苑田勇一
42. 1998年 今村俊也 2-1 橋本昌二
43. 1999年 森山直棋 2-1 長谷川直
44. 2000年 今村俊也 2-1 長谷川直
45. 2001年 本田邦久 2-0 久保勝昭
46. 2002年 今村俊也 2-1 倉橋正行
47. 2003年 坂井秀至 2-1 湯川光久
48. 2004年 清成哲也 2-1 坂井秀至
49. 2005年 横田茂昭 2-0 中野泰宏
50. 2006年 結城聡 2-0 矢田直己
51. 2007年 結城聡 2-1 坂井秀至 - 今期より挑戦手合制
52. 2008年 結城聡 2-1 清成哲也
53. 2009年 結城聡 2-1 今村俊也
54. 2010年 村川大介 2-0 結城聡
55. 2011年 坂井秀至 2-0 村川大介
56. 2012年 坂井秀至 2-0 村川大介
57. 2013年 坂井秀至 2-0 古谷裕
58. 2014年 結城聡 2-1 坂井秀至
59. 2015年 結城聡 2-0 中野泰宏
60. 2016年 結城聡 2-0 村川大介
61. 2017年 余正麒 2-0 結城聡
62. 2018年 余正麒 2-0 横田茂昭
63. 2019年 余正麒 2-0 渡辺貢規
64. 2020年 余正麒 2-0 村川大介
65. 2021年 余正麒 2-0 佐田篤史
66. 2022年 余正麒 2-0 村川大介
67. 2023年 余正麒 2-0 佐田篤史
68. 2024年 余正麒 2–1 瀬戸大樹

## 記録
- 名誉号が関西棋院により規定されており、10期もしくは連続5期で名誉第一位を60歳以降名乗る資格を得る。10連覇達成時は、60歳未満でも名誉第一位を名乗ることが可能[1]。
  - 名誉第一位として、5連覇を含む優勝12回の橋本昌二が名乗り、2021年5連覇により余正麒が、有資格者となっている。

- 2005年1月より、大手合廃止に伴い昇段規定が変更され、勝ち星による昇段の対象棋戦となる。また、優勝者が六段以下であった場合は七段に飛付昇段する。この対象となったのは、第63期（2019年）終了時点で村川大介（五段から七段に昇段）のみ。